# Castellote (kommun)
Castellote är en kommun i Spanien.   Den ligger i provinsen Provincia de Teruel och regionen Aragonien, i den östra delen av landet, 280 km öster om huvudstaden Madrid. Antalet invånare är 794. Castellote ligger vid sjön Pantano de Santolea.